# شرکت فرش
شرکت فرش مربوط به دوره پهلوی است و در کرمان، بلوارباستانی پاریزی واقع شده و این اثر در تاریخ ۲۸ فروردین ۱۳۸۰ با شمارهٔ ثبت ۳۷۰۸ به‌عنوان یکی از آثار ملی ایران به ثبت رسیده است.